# Филиберт II (герцог Савойи)
Филибе́рт II по прозвищу Красивый или Добрый (фр. Philibert II; 10 апреля 1480 — 10 сентября 1504) — герцог Савойский с 1497 года.

## Биография
Филиберт родился в деревне Пондэн (департамент Эн) в восточной Франции. Он был сыном Филиппа Безземельного и его первой жены Маргариты де Бурбон. В 1496 году Филипп, младший сын в семье герцога Савойского, неожиданно унаследовал власть под именем Филиппа II, после того, как его несовершеннолетний внучатый племянник герцог Карл II Савойский умер, не оставив наследников.
В том же году 16-летнего Филиберта женили на 9-летней Иоланде Луизе Савойской, его кузине и единственной сестре умершего молодого герцога. Она была дочерью герцога Карла I Савойского и Бланки Монферратской, а также внучкой покойного дяди Филиберта — герцога Амадея IX Савойского. Таким образом, она была наследницей своего брата, отца, деда, а также бабушки Иоланды Французской — старшей из выживших дочерей короля Франции Карла VII. Через супругу Филиберт приобрел права на престолы Кипра и Иерусалима.
В следующем году Филипп II умер, и Филиберт унаследовал его титул герцога Савойского. Молодые супруги также провозгласили себя правителями Кипра, Иерусалима и Киликийской Армении, однако реально править ими не могли.
В 1499 году 12-летняя Иоланда скончалась, а её титулы унаследовала её кузина, принцесса Шарлотта Неаполитанская (позже графиня Лаваль). Несмотря на это, Филиберт продолжал использовать титулы короля Кипра, Иерусалима и Киликийской Армении.
Его последующий брак втянул его в паутину союзов вокруг империи Габсбургов, которые правили Нидерландами, Эльзасом и Франш-Конте, Тиролем, Австрией и т. д. Он женился на Маргарите Австрийской, единственной дочери императора Священной Римской империи Максимилиана I и его жены Марии Бургундской, наследнице Фландрии, Бургундии и ряда других земель.
В период правления Филиберта его двоюродный брат Карл VIII Французский умер, а наследник последнего, Людовик XII, вторгся в Италию и завоевал большую часть Неаполитанского королевства. Людовик также захватил Милан, граничивший с Савойей на востоке, ввиду чего Савойя оказалась зажата между французскими владениями.
Филиберт II умер бездетным и молодым в возрасте 24 лет. Ему наследовал его юный единокровный брат Карл III в 1504 году.

## Семья
Филиберт II был женат на:
1. Иоланде Луизе Савойской (1487—1499), дочери его двоюродного брата , Карла I Савойского.
2. Маргарите Австрийской, дочери Максимилиана I Габсбурга и Марии Бургундской.

От обоих браков детей Филиберт не имел.